# Ipomoea spectata
Ipomoea spectata es una especie fanerógama de la familia Convolvulaceae.

## Clasificación y descripción de la especie
Enredadera voluble, lignescente, perenne; tallo muy ramificado, glabro; hoja largamente ovada a elíptico-lanceolada, de 3.5 a 15 cm de largo, de 2 a 10 cm de ancho, ápice agudo; inflorescencia con 5 a 15 flores; sépalos subiguales, elípticos, de 4 a 6 mm de largo, coriáceos, glabros; corola subhipocraterimorfa, tubo de 2.7 a 3 cm de largo, roja, estambres y estilo exsertos; el fruto es una cápsula subglobosa, de 4 a 6 mm de diámetro, con 4 semillas, de 3 a 4 mm de largo, puberulentas.

## Distribución de la especie
Elemento endémico del occidente de México, se localiza en la Sierra Madre del Sur, en los estados de Jalisco y Michoacán.

## Ambiente terrestre
Esta especie prospera en bosques húmedos de encino y pino. Crece en altitudes que varían de 1100 a 1600 m. Florece de septiembre a noviembre.

## Estado de conservación
No se encuentra bajo ningún estatus de protección.